# Martyna Galewicz
Martyna Galewicz, née le 29 janvier 1989 à Zakopane, est une fondeuse polonaise. 

## Biographie
Membre du club AZS AWF Katowice, elle fait ses débuts internationaux en fin d'année 2005 dans la Coupe slave, où elle gagne sa première manche en 2010. La Polonaise reçoit ses premières sélections dans l'équipe nationale en 2008 et 2009 pour les Championnats du monde junior, se classant au mieux en individuel 18e du cinq kilomètres en 2009 à Praz de Lys. En 2009, elle court égalememt le dix kilomètres classique aux Championnats du monde élite à Liberec, réalisant le 59e temps. 
Dans la Coupe du monde, elle fait ses débuts en fin d'année 2008 à Gällivare (80e) et totalise 25 départs, avec comme meilleur résultat une 37e place en 2014.
Elle dispute aussi les Championnats du monde 2017 à Lahti, arrivant 52e du dix kilomètres, 44e du skiathlon et huitième du relais.
En 2018, pour ses adieux au sport de haut niveau, elle prend part aux jeux olympiques à Pyeongchang, même si blessée, terminant 41e du skiathlon, 64e du dix kilomètres libre et dixième avec le relais.

## Palmarès

### Jeux olympiques d'hiver
| Épreuve / Édition   | Sprint                           | Sprint    | 10 km | 10 km                            | Skiathlon 2 × 15 km | 30 km | Relais | Relais   |
| Épreuve / Édition   | libre                            | classique | libre | classique                        | Skiathlon 2 × 15 km | 30 km | Sprint | 4 × 5 km |
| JO 2018 Pyeongchang | Épreuve inexistante à cette date | -         | 64e   | Épreuve inexistante à cette date | 41e                 | -     | -      | 10e      |

Légende :
- : pas d'épreuve
- — : Non disputée par Galewicz

### Championnats du monde
| Épreuve / Édition     | Sprint | Sprint                           | 10 km                            | 10 km     | Skiathlon 2 × 7,5 km | 30 km | Relais | Relais   |
| Épreuve / Édition     | libre  | classique                        | libre                            | classique | Skiathlon 2 × 7,5 km | 30 km | Sprint | 4 × 5 km |
| Mondiaux 2009 Liberec | -      | Épreuve inexistante à cette date | Épreuve inexistante à cette date | 59e       | -                    | -     | -      | -        |
| Mondiaux 2017 Lahti   | -      | Épreuve inexistante à cette date | Épreuve inexistante à cette date | 52e       | 44e                  | -     | -      | 8e       |

Légende :
- : pas d'épreuve
- — :  Épreuve non disputée par Galewicz